# Ricardo Santander
Ricardo Santander (Santiago de Chile, 19 de junio de 1971) es un compositor chileno, autor de múltiples bandas sonoras originales y una serie de álbumes.

## Biografía

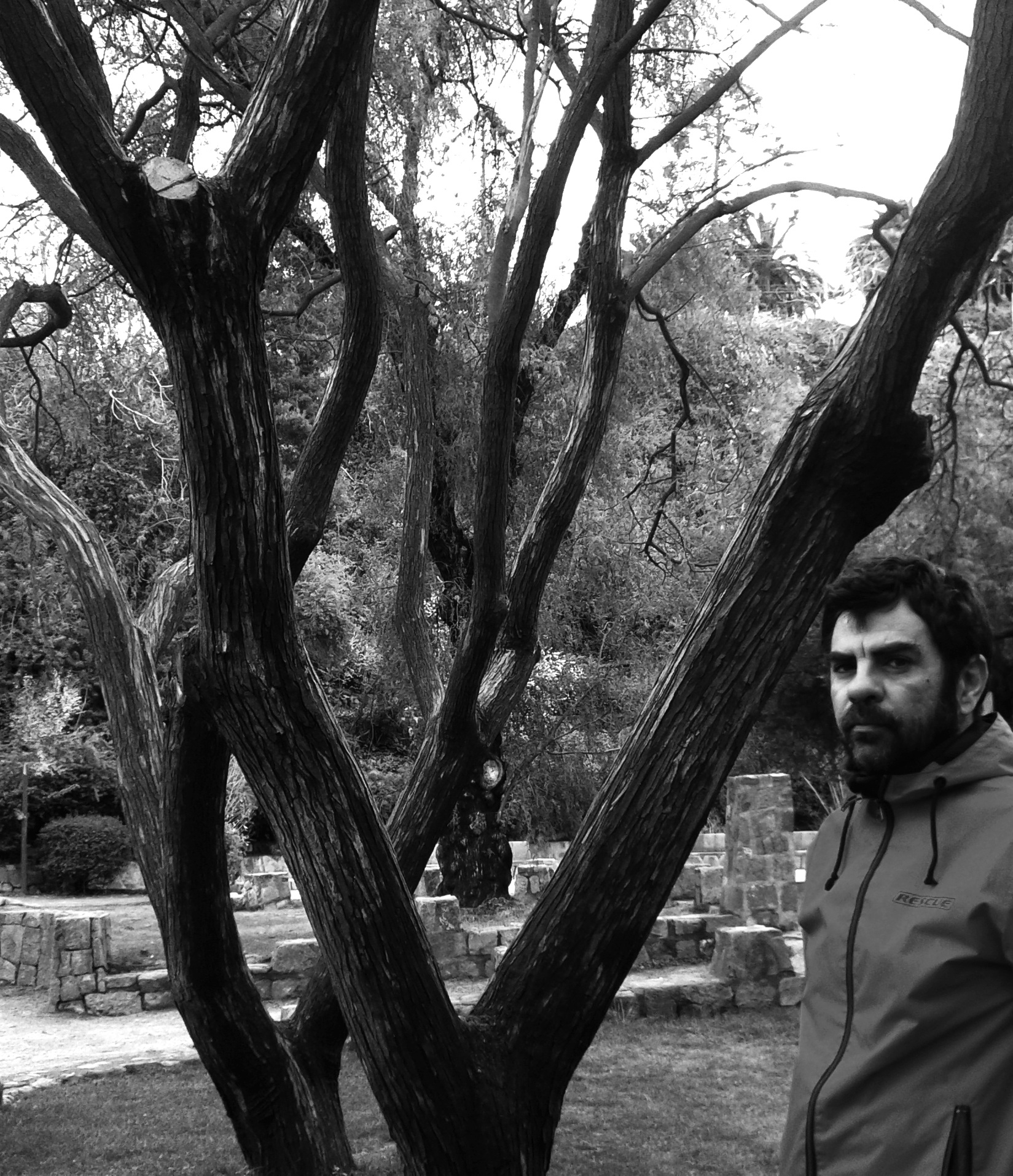
Ricardo Santander (2015)

Ricardo Santander Molina nace en Chile en 1971. Debido al exilio de sus padres, se cría en Alemania y en Andalucía, España. 
A los 19 años regresa a Santiago y empieza sus estudios musicales en la Universidad de Chile y luego en la Escuela Moderna, donde se titula en Composición en 1999. Sus principales maestros en ese tiempo fueron Guillermo Rifo y Toly Ramírez. En 2000 obtiene la beca AECI para estudiar orquestación y música de cine en Barcelona, donde se instala por nueve años. Entre sus maestros en el Taller de Musics están Joan Albert Amargós y el kurdo Gani Mirzo, con quien estudia música árabe.

## Bandas sonoras
Desde mediados de los noventa escribe música para teatro, danza y televisión. Al final de esa década empieza a componer para largometrajes de ficción y documentales. 
Su primera banda sonora para una película de ficción es El hombre que imaginaba (1998) de Claudio Sapiaín, seguida por Dos hermanos: En un lugar de la noche (2000), de Martín Rodríguez Castillo y Alberto Fuguet. Comienza también su colaboración con el director Esteban Larraín con quien realizará toda su filmografía de ese momento en adelante.
Trabaja en diversas películas catalanas y chilenas mientras vive en Barcelona, colaborando con los directores Carla Subirana, Abel García Roure, Germán Berger Hertz entre otros.
Obtiene en 2008 el premio a la mejor música original en el XXIII Festival Internacional de Cine de Trieste, Italia, por Alicia en el país]], dirigida por Esteban Larraín.
Desde 2010 vive nuevamente en Santiago de Chile, donde trabaja para proyectos audiovisuales locales y extranjeros, destacándose su partitura para la película La pasión de Michelangelo (2013).
Su participación más mediática y de alcance internacional, ha sido la coautoría en la música original de la serie Sitiados, dirigida por Nicolás Acuña, que ha sido emitida desde 2015 por Fox International Channels en toda Latinoamérica, así como por el canal chileno TVN. La música de Sitiados fue nominada a mejor banda sonora original en los Premios Pulsar 2016.
Desde 2014 escribe arreglos para la orquesta de cámara Ensemble MusicActual, dirigida por Sebastián Errázuriz. Ha escrito para esta agrupación dos conciertos de una hora: El legado de Francisco Flores del Campo,  (2014) y Mujeres cantan a Silvio, (2015), en homenaje al cantautor cubano Silvio Rodríguez.

## Filmografía
- 1998 - El hombre que imaginaba, dirección Claudio Sapiaín.

- 1999 - Patio 29, historias de silencio, dirección Esteban Larraín.

- 2000 - Ralco, dirección Esteban Larraín.

- 2000 - Dos hermanos: En un lugar de la noche, dirección Martín Rodríguez Castillo.

- 2001 - Operación Corona, dirección Mikio Tsunekawa.

- 2002 - Cherif, dirección Cristian Heinsen y Max Lavín.

- 2002 - Oficio de pintor, oficio de vivir, dirección Manuel Berlanga Martínez.

- 2003 - Viaje a Narragonia, dirección Germán Berger Hertz.

- 2004 – El velo de Berta, dirección Esteban Larraín.

- 2006 – Buscando a George Campbell, dirección Luis Macera.

- 2006 – Memoria de Sierra Mágina, dirección Manuel Berlanga Martínez .

- 2007 – Alicia en el país, dirección Esteban Larraín.

- 2008 -  Diario de guerra de un payaso, dirección Mikio Tsunekawa.

- 2008 -  Una cierta verdad, dirección Abel García Roure.

- 2008 -  Nedar, dirección Carla Subirana.

- 2009 -  Bird dog, dirección Cynthia White.

- 2010 -  El pequeño aprendiz, dirección Mikio Tsunekawa.

- 2012 -  Kanimambo, dirección Carla Subirana.

- 2012 -  Malandras, serie, dirección Victor Vidangossy, Alex Bowen.

- 2013 – La pasión de Michelangelo, dirección Esteban Larraín.

- 2014 – Yorgos, dirección Paco Toledo, José Domingo Rivera.

- 2015 – Sitiados, serie, dirección Nicolás Acuña.

## Música Móvil
En 2000 inicia la producción de sus propios discos, partiendo con Música Móvil, un álbum ecléctico y experimental. En Barcelona funda el grupo La Turba, con músicos chilenos y colombianos, banda que estará activa durante su estadía en dicha ciudad.
Investiga en el minimalismo acústico y electrónico, va creando su propio estilo en la escritura de canciones e instrumentales, su obra se reúne en seis álbumes, producidos por su sello Música Móvil y Fondart.
Ha grabado con músicos de Chile, España, Brasil y Guinea-Bisáu.

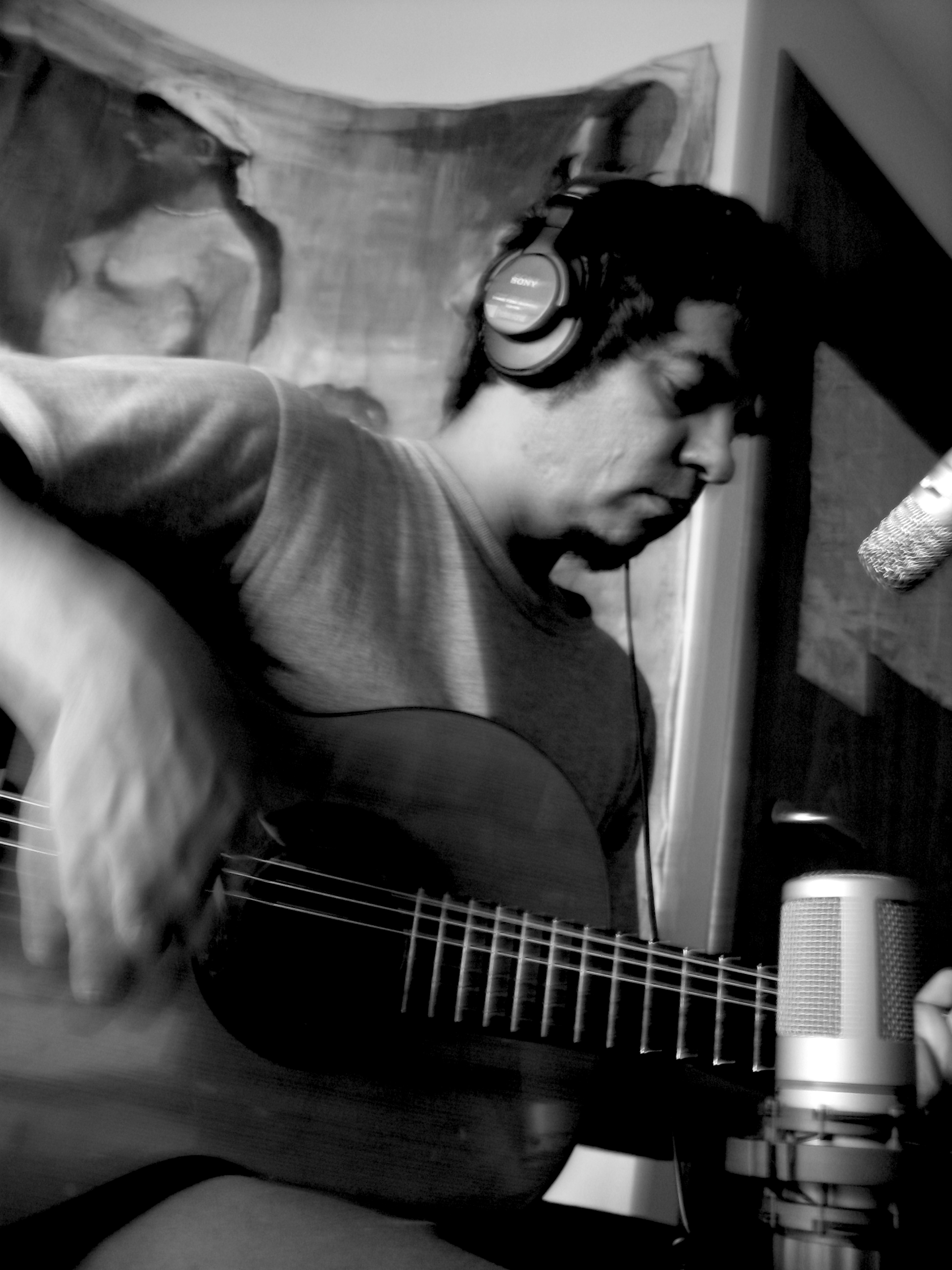
Grabación de Loma, Barcelona, 2009.

## Discografía
- 2000 Música Móvil

- 2005 La Turba, Fondart

- 2009 Loma, Fondos de fomento de la Música Nacional 2009, Fondart, (lanzado en 2011).

- 2011 Translomar

- 2015 Fauna, Fondos de fomento de la Música Nacional 2014, Fondart.

- 2016 Flora, Fondos de fomento de la Música Nacional 2015, Fondart.